# Maczużnik główkowaty
Maczużnik główkowaty (Tolypocladium capitatum (Holmsk.) C.A. Quandt, Kepler & Spatafora) – gatunek grzybów z rodziny Ophiocordycipitaceae.

## Systematyka i nazewnictwo
Pozycja w klasyfikacji według Index Fungorum: Tolypocladium, Ophiocordycipitaceae, Hypocreales, Hypocreomycetidae, Sordariomycetes, Pezizomycotina, Ascomycota, Fungi.
Po raz pierwszy zdiagnozował go w 1790 r. Theodor Holmskiold nadając mu nazwę Clavaria capitata. Obecną, uznaną przez Index Fungorum nazwę nadali mu C.A. Quandt, Kepler & Spatafora w 2014 r.
Dawniej zaliczany był do rodzaju Cordyceps (maczużnik), stąd jego polska nazwa – maczużnik główkowaty (w języku łac. capitatulum oznacza główkę). Nazwa ta jest obecnie niespójna z nazwą naukową, gatunek ten nie należy już bowiem do rodzaju Cordyceps, ponadto w 2003 r. Wiesław Fałtynowicz nazwał maczużnikiem inny rodzaj grzybów – Sphinctrina.
Niektóre synonimy naukowe:

- Cordyceps capitata (Holmsk.) Link 1833
- Elaphocordyceps capitata (Holmsk.) G.H. Sung, J.M. Sung & Spatafora, 2007
- Helvella agariciformis Bolton 1789
- Sphaeria capitata Holmsk. 1790
- Torrubia capitata (Holmsk.) Cooke[3].

## Charakterystyka
Jest pasożytem podziemnych owocników jeleniaków (Elaphomyces).
W Polsce gatunek rzadki. Znajduje się na Czerwonej liście roślin i grzybów Polski. Ma status R – potencjalnie zagrożony z powodu ograniczonego zasięgu geograficznego i małych obszarów siedliskowych. Drugim europejskim gatunkiem maczużnika pasożytującego na jeleniakach jest maczużnik nasięźrzałowy.